# Horodło (stacja kolejowa)
Horodło – zlikwidowana wąskotorowa stacja kolejowa we wsi Horodło, w województwie lubelskim, w Polsce.